# Confessions of an American Bride
Confessions of an American Bride es un telefilme estadounidense de comedia y romance de 2005, dirigido por Douglas Barr, escrito por Edward Kitsis y Adam Horowitz, musicalizado por Eric Allaman, en la fotografía estuvo Peter Benison y los protagonistas son Shannon Elizabeth, Eddie McClintock y Alan Van Sprang, entre otros. Este largometraje fue producido por First Light Production, Alexander/Enright & Associates y Sony Pictures Television International; se estrenó el 9 de mayo de 2005.

## Sinopsis
Trata acerca de Sam, una mujer que se está por casar, pero surge un dilema cuando un viejo enamorado de la facultad regresa a su vida, ahora deberá elegir a uno.